# Newell Green
Newell Green är en by i civil parish Warfield, i distriktet Bracknell Forest, i grevskapet Berkshire, i England. Byn är belägen 16 km från Reading. Byn hade 1 871 invånare år 2021.